# ブイヨン培地
ブイヨン培地（ブイヨンばいち）とは、微生物（特に細菌）を培養するときに用いる最も一般的な培地のこと。材料に寒天を1.2～1.5％加え、固化させることもある。微生物の同定や保存培地としても用いられる。
この、肉エキスと食塩を主体とした成分は、微生物学がその発祥において欧州の料理のベースとなる出汁である肉汁、即ちポトフの汁の部分でありスープを調理するときの出汁として多用されるブイヨンの腐敗の際に出現する微生物を対象としてきたことによる。特定の微生物を相手にしない、漠然と微生物を扱う場合にはこれを対象にすることが多かった。たとえばラザロ・スパランツァーニやルイ・パスツールによる自然発生説の検証も、肉汁を使って行われた。
しかし、自然界に普通に存在する微生物にとって、これがもっとも普遍的で好適な環境であるとは限らないことには注意すべきである。特に、陸上に限って言えば、この成分組成のうち、明らかに塩化ナトリウムの濃度は突出している。肉エキスにしても、この濃度はたとえば土壌中の濃度としては高すぎる。実際、これらの濃度を下げることで、より多くの微生物が分離できる例も知られている。

## 組成
- 肉エキス 10 g
- ペプトン 10 g
- 塩化ナトリウム 15 g
- 蒸留水 1000 mL
- pH 7.2